# Пођо (Лука)
Пођо је насеље у Италији у округу Лука, региону Тоскана.
Према процени из 2011. у насељу је живело 296 становника. Насеље се налази на надморској висини од 455 м.